# 개발나물
개발나물(Sium suave, 문화어: 가락잎물)은 미나리과의 여러해살이풀이다. 한국 전역의 물가에서 자란다.

## 생태
전체에 털이 없고 뿌리줄기는 백색의 수염이 많이 난다. 높이는 1m 정도이다. 잎은 기수 우상복엽으로 잎자루가 길고 위로 올라갈수록 잎자루와 잎이 모두 작다. 잎자루 아랫부분이 잎집이 된다. 작은잎은 7-17개로 선상 피침형이고 끝의 잎 이외에는 작은 잎자루가 없으며, 끝이 뾰족하고 예리한 톱니가 있다. 8월에 백색 꽃이 줄기와 가지 끝에 피는데, 복산형꽃차례를 이룬다. 총포는 5-6개로서 선형이고 젖혀지며, 꽃가지는 10-20개의 작은 꽃가지로 갈라지며 각각 10여 개의 꽃이 달린다. 열매는 10~11월경에 맺으며 길이는 2.5~3mm로 타원형으로 독이 있다.

## 관리 및 번식법
관리법 : 직접적인 광을 받지 않는 화단에 심는다. 약용식물로 재배하는 곳이 많다.
번식법 : 11월에 받은 종자는 보관 후 이른 봄 화단에 뿌리고, 포기나누기는 가을이나 봄에 한다.

## 쓰임새
어린순은 식용(유독성식물), 한방에서 뿌리를 신경통약으로 쓴다.